# Трёхэтапный протокол Шамира
Трёхэтапный протокол Шамира — криптографический трёхэтапный протокол, разработанный Ади Шамиром около 1980 года. Протокол позволяет двум сторонам безопасно обмениваться сообщениями без необходимости распространения ключей шифрования. Обмен сообщением между пользователями происходит в три прохода.

## Алгоритм
Используется шифрование на основе функции возведения в степень по модулю. Выбирают достаточно большое простое число {\displaystyle p\sim 2^{1024}}, для которого {\displaystyle p-1} имеет большой простой множитель. В информационном взаимодействии участвуют два пользователя: Алиса и Боб.
1. Алиса выбирает число {\displaystyle a}, взаимно простое с {\displaystyle p-1}. Также Алиса использует число {\displaystyle a'} такое, что {\displaystyle aa'\mod (p-1)=1}, то есть {\displaystyle aa'=1+n(p-1),n\in \mathbb {Z} }. Алиса шифрует сообщение {\displaystyle M} и отправляет шифр Бобу:
{\displaystyle Alice\rightarrow \{E_{A}(M)=M^{a}\mod p\}\rightarrow Bob}.
2. Получатель Боб аналогично выбирает целое число {\displaystyle b}, взаимно простое с {\displaystyle p-1}, и число {\displaystyle b'} такое, что {\displaystyle bb'\mod (p-1)=1}. Боб отправляет обратно следующее сообщение:
{\displaystyle Bob\rightarrow \{E_{B}(E_{A}(M))=M^{ab}\mod p\}\rightarrow Alice}.
3. Алиса, получив сообщение, вычисляет {\displaystyle D_{A}(M^{ab})=(M^{ab})^{a'}=M^{b(1+n(p-1))}=M^{b}M^{n(p-1)b}=M^{b}(M^{p-1})^{nb}=M^{b}\mod p} (используется коммутативность функции возведения в степень по модулю и свойство {\displaystyle M^{p-1}\mod p=1} по малой теореме Ферма) и отправляет Бобу:
{\displaystyle Alice\rightarrow \{E_{B}(M)=M^{b}\}\rightarrow Bob}.
4. Боб расшифровывает сообщение: {\displaystyle D_{B}(M^{b})=(M^{b})^{b'}\mod p=M}.

Если третья сторона перехватила все три сообщения:
{\displaystyle M_{1}=M^{a}\mod p}
{\displaystyle M_{2}=M^{ab}\mod p}
{\displaystyle M_{3}=M^{b}\mod p}
Чтобы вычислить {\displaystyle M} при корректно выбранных параметрах {\displaystyle a} и {\displaystyle b}, нужно решить систему из этих трех уравнений, что имеет очень большую вычислительную сложность, так как нужно решать задачу дискретного логарифма.

## Атака на протокол Шамира
В случае, если значения параметр {\displaystyle a} или {\displaystyle b} мало, злоумышленник может путем перебора найти значение зашифрованного сообщения. Не нарушая общности, предположим, что параметр {\displaystyle a} мал. Тогда, последовательно возводя в степень значение {\displaystyle M_{3}} и сравнивая с {\displaystyle M_{2}}, злоумышленник может определить значение {\displaystyle a}. Зная параметр {\displaystyle a}, легко находится {\displaystyle a'=a^{-1}\mod p-1}, а следовательно и значение {\displaystyle M=M_{1}^{a'}\mod p}.

## Реализация

### Схема безопасного обмена изображениями
В 2008 году предложено обобщенное дробное преобразование Фурье — многопараметрическое дробное преобразование Фурье (MPFRFT), которое сохраняет все желаемые свойства дробного преобразования Фурье без использования фазовых ключей. Для оптического кодирования изображений непосредственно по спектру MPFRFT было предложено использовать свою функцию с несколькими параметрами. Дальнейший обмен изображениями между пользователями должен происходить по протоколу Шамира.

#### Стойкость к атакам посредника
Если злоумышленник соберет все три сообщения:
{\displaystyle \mathbf {A} \to \mathbf {B} :C_{1}=A\cdot X\cdot B},
{\displaystyle \mathbf {B} \to \mathbf {A} :C_{2}=C\cdot A\cdot X\cdot B\cdot D=A\cdot C\cdot X\cdot D\cdot B},
{\displaystyle \mathbf {A} \to \mathbf {B} :C_{3}=C\cdot X\cdot D},
где {\displaystyle A}, {\displaystyle B}, {\displaystyle C} и {\displaystyle D} — дискретные многопараметрические дробные матрицы преобразования Фурье (DMPFRFT). Из зашифрованной информации третья сторона может получить следующее уравнение:
{\displaystyle A\cdot C_{3}\cdot B=C_{2}},
и так как матрицы {\displaystyle A}, {\displaystyle B}, {\displaystyle C} и {\displaystyle D} — унитарные, то будет порядка:
{\displaystyle {\frac {N(N+1)}{2}}+{\frac {M(M+1)}{2}}}
переменных в уравнении для пиксельного изображения размером {\displaystyle N\times M}, в то время как имеется только {\displaystyle N} или {\displaystyle M} линейных уравнений, поэтому достаточно трудно восстановить {\displaystyle A} и {\displaystyle B}. Кроме того, эти матрицы обычно сингулярны (число условий чрезвычайно велико), поскольку они могут иметь много почти нулевых собственных значений. Также трудно восстановить секретное изображение {\displaystyle X} путём простой инверсии матрицы из-за влияния шума или вычислительной ошибки.

#### Устойчивость к потере данных
Исследователи провели опыт, чтобы проверить переносимость к потере данных. Для этого они закрыли 25 %, 50 % и 75 % пикселей изображения. После всех трех передач и проведения дешифрований все три изображения визуально распознавались. Для дальнейшего улучшения качества этих восстановленных изображений можно выполнить цифровой метод пост-обработки. Данная схема распределяет входное изображение по всей выходной плоскости, тем самым обеспечивая устойчивость к искажениям из-за потери зашифрованных данных.